# Cordier Mines
Cordier Mines  est une société minière créée en 2014, filiale du groupe minier australien Montezuma Mining Company Ltd, dont le siège social est implanté à Orléans (Loiret) en France. 
La société est aussi implantée à Toulouse (Haute-Garonne) et se présente comme « spécialisée dans le secteur des activités de soutien aux autres industries extractives » (Code APE/NAF 0990Z). 
Elle est, en 2017, présidée par un géologue français, Yves Hirbec, qui prépare sur une concession dite « de Bonneval » le projet de création d'une ou plusieurs mines d'or « dans le sud-ouest de la France, dans le Limousin (...) connue pour son riche passé minier historique pour l'or », dans le cadre d'une demande de permis exclusif de recherches minières (PERM).

## Présentation
Cordier Mines est la « filiale en France de la société minière australienne Montezuma Mining Company Ltd » qui en détient l'intégralité des parts. 
Le conseil d'administration est présidé par Seamus Cornelius (chairman, spécialiste du commerce avec la Chine, et également président de Danakali Limited (DNK), Montezuma Mining (MZM), Buxton Resources (BUX) and Duketon Mining(DKM)), et codirigiée par Yves Hirbec (géologue français), Mike James Moore et Justin Brown (ces deux derniers directeurs représentant l'associé unique Montezuma Mining Ltd).
Cordier Mines est une société par actions simplifiée (SAS) à associé unique et au capital social de 199 966 € (329 936 € selon une autre source).

## Activités
Au 12 février 2015, la société ne détenait encore aucun permis, mais sollicitait un permis de recherche en Haute-Vienne et en Dordogne sur 261 km2. Dans cette zone où la dernière mine d'or a fermé en 2002 (mine du Chalard en Haute-Vienne), de l'or a dans le passé été extrait de 1988 à 2002 en exploitations à ciel ouvert et souterraine (jusqu'à 300 m de profondeur) avec respectivement des teneurs de 7 à 9 g/t et de 12 à 16 g/t ; le minerai étant principalement des veines de quartz aurifère en zones de cisaillement géologique avec de l'or libre ou sous forme plus difficile à exploiter dans de bonnes conditions environnementales de sulfures (arsénopyrites, pyrites et moindrement galène). Toutes les mines de ce secteur sont fermées au début de 2000 faute de rentabilité à la suite d'une chute des prix de l'or selon Montezuma, et/ou pour des difficultés à respecter les prescriptions environnementales.
Neuf communes sont concernées au sud de la Haute-Vienne et une en Dordogne, mais 4 titres miniers y sont aussi encore valides (concessions minières appartenant à AREVA) figuraient dans l’intérieur de la zone demandée et donc exclus de la demande. Le groupe Montezuma Mining Company Ltd. « essaiera de trouver au moment opportun un terrain d’entente avec les titulaires actuels, à travers des négociations avec ces derniers et le gouvernement français ».

## Réaction des collectivités et propriétaires locaux
Six communes ont rapidement contesté l'autorisation pour des raisons de risque de pollution et des riverains ont fondé un collectif associatif Stop Mines 87.